# Port Moody
Port Moody é uma cidade do Canadá, província de Colúmbia Britânica. Sua área é de 26.21 km quadrados, e sua população é de 23,816 habitantes (do censo nacional de 2001).